# Acer pubipalmatum
Acer pubipalmatum är en kinesträdsväxtart som beskrevs av Fang. Acer pubipalmatum ingår i släktet lönnar, och familjen kinesträdsväxter. Inga underarter finns listade i Catalogue of Life.